# José da Costa Nunes

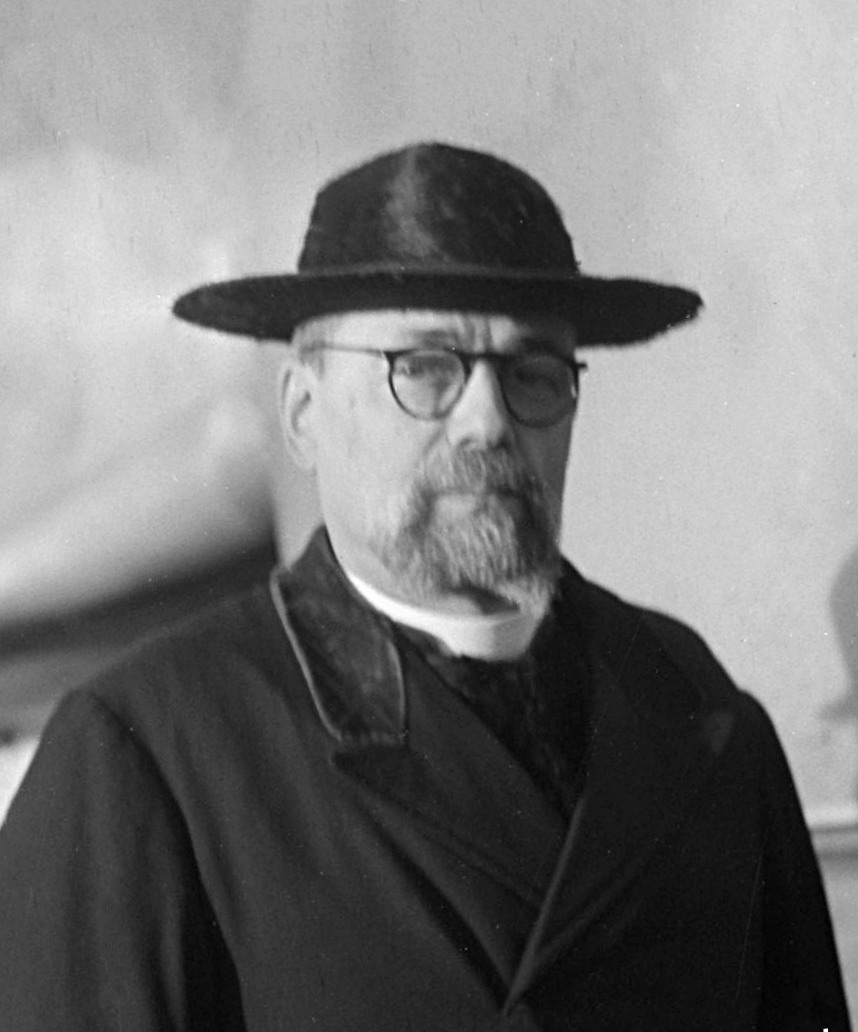
Patriarch José da Costa Nunes (1946)

Kardinalswappen von José da Costa Nunes (ab 1962)

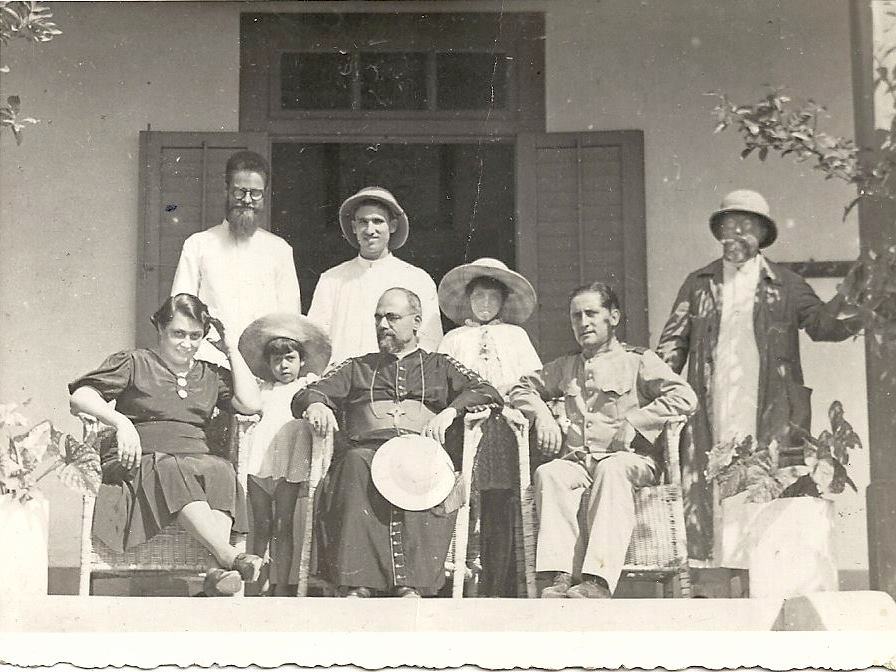
José da Costa Nunes 1937 zu Besuch in Portugiesisch-Timor, das damals noch Macau unterstand

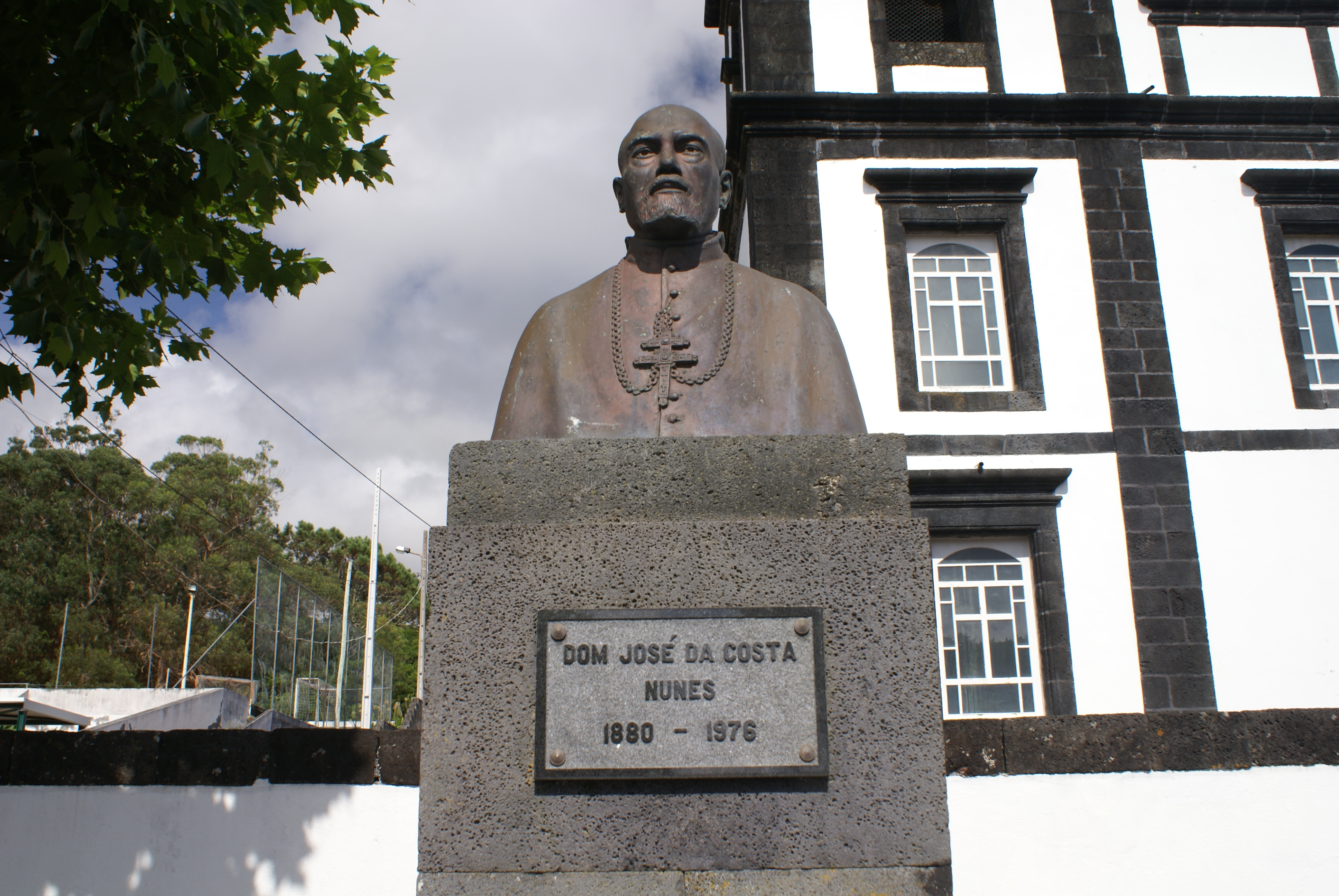
Büste des Patriarchen vor der Kirche seines Geburtsortes Candelária in Portugal

José Kardinal da Costa Nunes (* 15. März 1880 in Candelária, Azoren; † 29. November 1976 in Rom) war Patriarch von Ostindien und Kurienkardinal der Römischen Kirche.

## Leben
José da Costa Nunes erhielt seine theologische und philosophische Ausbildung im Priesterseminar von Angra do Heroísmo. Am Ende seiner Studienzeit ging er als Missionar nach Macau, wo er am 4. Juni 1903 das Sakrament der Priesterweihe empfing. Von 1903 bis 1906 arbeitete er als Seelsorger und Dozent. 1906 berief ihn der Ortsbischof zum Generalvikar von Macau und Timor. José da Costa Nunes gründete die Zeitschrift Oriente.
1920 ernannte ihn Papst Benedikt XV. zum Bischof von Macau, die Bischofsweihe spendete ihm am 20. November 1921 der Bischof von Angra, Manuel Damasceno da Costa.
Papst Pius XII. übertrug ihm 1940 die Leitung des Erzbistums Goa, mit dem der Titel des Patriarchen von Ostindien einhergeht. 1953 wurde José da Costa Nunes Präsident des Ständigen Komitees für die Internationalen Eucharistischen Kongresse. 1953 ernannte ihn der Papst zum Titularerzbischof von Odessus.
Im Dezember des gleichen Jahres wurde er Vize-Camerlengo der Heiligen Römischen Kirche. Valerian Gracias, seit 1948 Erzbischof von Bombay, war ebenfalls ein Kandidat auf diesen Titel, doch das portugiesische Regime unter Salazar drohte dem Heiligen Stuhl mit dem Abzug der portugiesischen Abgesandten, falls ein anderer als José da Costa Nunes Kardinal werden sollte.
Papst Johannes XXIII. nahm ihn am 19. März 1962 als Kardinalpriester mit der Titelkirche Santa Prisca in das Kardinalskollegium auf. José Kardinal da Costa Nunes nahm in den Jahren 1962 bis 1965 am Zweiten Vatikanischen Konzil teil.
Er starb am 29. November 1976 in Rom und wurde zunächst auf dem dortigen Friedhof Campo Verano beigesetzt, ehe seine Gebeine in die Kirche Sant’Antonio dei Portoghesi überführt wurden.